# Georg Curtius
Georg Curtius (Lübeck, 16 de abril de 1820-Jelenia Góra, 12 de agosto de 1885) fue un filólogo alemán, hermano del historiador y arqueólogo Ernst Curtius.

## Biografía
Tras sus estudios en Bonn y Berlín, se convirtió en director de escuela durante tres años en Dresde. En 1845 era privatdozent o profesor privado en la universidad Humboldt de Berlín. En 1849 dirigía el seminario de filología en Praga y dos años más tarde era profesor de filología clásica en la Universidad de Praga.
En 1852 abandonó Praga por un puesto semejante en Kiel, y luego dejó Kiel por Leipzig. Sus teorías filológicas influyeron a numerosas personas y se formularon sobre todo en estas obras:
- Die Sprachvergleichung in ihrem Verhaltniss zur classischen Philologie (1845)
- Sprachvergleichende Beitrage zur griechischen und lateinischen Grammatik (1846)
- Grundzuge der griechischen Etymologie (1858-1862, 5. Ausgabe 1879)
- Das Verbum der griechischen Sprache (1873).

Al fallecer Franz Bopp, la Universidad de Berlín le propuso por unanimidad sucederlo en la cátedra de gramática comparada, pero Curtius prefirió permanecer en Leipzig. Desde 1878 se convirtió en editor de los Studien zur classischen Philologie. Su Gramática griega escolar, publicada por vez primera en 1852, se reimprimió más de veinte veces y conoció igualmente una edición inglesa y otra española, esta última traducida por Enrique Soms Castelín, así como una edición americana, traducida por Vitermán E. Centurión. En su último trabajo, Zur Kritik der neuesten Sprachforschung (1885), ataca las ideas de los neogramáticos.
Desde 1881 su salud empezó a declinar y en agosto de 1885 partió a reponerse con su mujer a Jelenia Góra, en las Montañas de los Gigantes; pero el 8 de agosto fue víctima de una apoplejía y falleció el día 12. Fue enterrado en Leipzig el 16 de agosto en el cementerio de San Juan.